# Brian Smith (Musiker)
Brian Smith (* 3. Januar 1939 in Wellington) ist ein neuseeländischer Jazzmusiker (Tenor- und Altsaxophon, Flöten, auch Klarinette).

## Leben und Wirken
Brian Smith begann 1958 als Musiker in Auckland, wo er als Tenorsaxophonist mit lokalen Bands und mit ausländischen Musikern, die auf Tournee waren, spielte. Nach einem Aufenthalt in Australien ging er 1964 nach London, wo er zunächst mit Humphrey Lyttelton und mit Alexis Korner arbeitete, aber auch mit T-Bone Walker, Alan Price, Annie Ross, Bing Crosby, Mark Murphy, Jon Hendricks, John Dankworth, Gordon Beck und Tubby Hayes spielte. Als Studiomusiker arbeitete er für The Small Faces, Donovan, Sandie Shaw und Lulu.
1969 wurde er Mitglied der Band von Maynard Ferguson, in der er bis 1975 auf Tournee ging und an Aufnahmen beteiligt war. In der gleichen Zeit war er an der Gründung von Ian Carrs Fusionband Nucleus beteiligt, mit der er auf den Festivals in Montreux und Newport und auf ausgiebigen Tourneen in Deutschland, Italien und den Niederlanden auftrat. Er war – von zwei Unterbrechungen abgesehen – bis 1982 bei Nucleus und ist an zehn Alben der Band beteiligt. Er arbeitete aber auch für Mike Gibbs, Keith Tippett, Nancy Wilson, Eartha Kitt, Dusty Springfield, Bobby Shew und John Scofield.
Smith kehrte 1982 nach Neuseeland zurück, wo er als Musiker aktiv blieb. Er arbeitete mit dem eigenen Quartett und Trio, in der Band des Schlagzeugers Frank Gibson (Space Case) und mit Beaver Morrison, aber auch als Lehrer und Studiomusiker. Sein Album Southern Excursion (mit Geoff Castle, 1982) wurde dort zum „Album des Jahres“ erklärt. Seine beiden Alben Moonlight Sax (1990) und Moonlight Sax 2 (1991) waren in Neuseeland sehr erfolgreich und erreichten dort die Spitzenposition in den Charts und sogar Platinstatus.
Der mit seiner Frau Irene in Whangaparaoa lebende Smith schreibt auch Fernseh- und Filmmusiken („Came a Hot Friday“, „Shaker Run“, „Gloss“, „Plainclothes“, „Frontline“). 2008 tourte er mit Georgie Fame.

## Lexigraphische Einträge
- Ian Carr, Digby Fairweather, Brian Priestley: Rough Guide Jazz. Der ultimative Führer zur Jazzmusik. 1700 Künstler und Bands von den Anfängen bis heute. Metzler, Stuttgart/Weimar 1999, ISBN 3-476-01584-X.